# Késői nagy bombázás
A késői nagy bombázás (Late Heavy Bombardment – LHB, Terminal Bombardment) a 3,95–3,85 milliárd évvel ezelőtti, a „bolygófejlődést lezáró” kataklizma, melynek során a korábbi nyugodtabb időszak után számos nagy méretű meteorit és kisbolygó csapódott a Naprendszer égitestjeinek felszínébe. A késői nagy bombázás után a nagy becsapódások száma leesett, azóta alig történt ilyen esemény.
A bombázás legfontosabb bizonyítékait az Apollo-program Hold-expedíciói és az általuk a Földre szállított kőzetek radiometrikus kormeghatározása szolgáltatták, nagy részük ugyanis egyidős, 3,95 milliárd éves, azaz ezután már nem keletkeztek újabb kőzetek. A Föld felszínén a hasonló bizonyítékok a lemeztektonika miatt csak kis számban állnak rendelkezésre (a Hold felszíne hosszú ideje változatlan), a Naprendszer többi, szilárd felszínű égitestjéről még nem áll rendelkezésünkre anyagminta, a felszínükön látható becsapódási kráterek eloszlása azonban megegyezik a Holdon tapasztalttal (például nincsen nagy, fiatal kráter).
A Holdon a becsapódások nyomán a korábban már megszilárdult kőzetanyag újraolvadt, és létrejöttek a Hold nagy medencéi, amelyek kora az Apollo-minták alapján 3,85–3,95 milliárd év. A legidősebb impakt breccsákban lévő olvadékok kora 3,95 milliárd év, azaz korábbi olvadékkeletkezésnek (becsapódásoknak) nincs kőzettani bizonyítéka. A legfiatalabb medence az Orientale (3,8 milliárd év).

## Hatása a Földre
A becsapódások esetleg többször is elpárologtathatták a kialakuló óceánok vízét, és kipusztíthatták a talán már 4,2 milliárd év óta többször is kialakult, maitól esetleg eltérő életet.
Számítógépes szimulációk eredményei viszont azt mutatják, hogy a bombázás legintenzívebb időszakában is a földkéreg maximum 25%-a volt olvadt, és védett helyeken a hőkedvelő mikroorganizmusok fennmaradhattak. Erre utalhat az, hogy a nagy bombázás időszakának lezárulta (a becsapódási gyakoriság jelentős csökkenése) után gyakorlatilag rögtön megjelent az élet: a késői nagy bombázás 3,85 milliárd évvel ezelőtti vége után mindössze 20 millió évvel, 3,83 milliárd évvel ezelőttről már maradtak fenn fosszíliák.
A becsapódó égitestek (20 millió éven keresztül) évente körülbelül 10 milliárd tonna vizet és szén-dioxidot juttattak a Földre, ez az üvegház-hatásnak köszönhetően jelentősen felmelegítette a bolygó légkörét. Hasonló események zajlottak a Marson is, de ott a mágneses mező hiánya miatt a légkör elszökött.

## Nyomai a Holdon
A Hold esetében az Apollo-expedíciók által hozott olvadékbreccsák radiometrikus kormeghatározása alapján a következő holdi kronológiát állították fel:
3,95 milliárd éve a mainál nagyobb volt a becsapódások gyakorisága. A holdi medencék pereméről és a felföldekről begyűjtött becsapódási (impakt) breccsák kora 3,85–3,95 milliárd év. (A “fiatal”, kevéssé kráterezett felszínt alkotó mare bazaltok kora többségében 3,2–3,9 milliárd év.) Néhány holdi breccsa ezeknél is fiatalabb, idősebbet azonban nem találtak. A 3,95 milliárd évnél korábbi (pre-nektári) időszak becsapódási gyakorisága nem ismert, de egyes modellszámítások szerint a nektárinál nagyobb lehetett. A kezdeti becsapódási gyakoriságot magyarázó két fő modell a következő:

### A folyamatosan csökkenő fluxus
A folyamatosan csökkenő fluxus (declining flux)  modell szerint 3,95 milliárd évnél korábban is nagyszámú, lassan csökkenő gyakoriságú becsapódás volt, ezeknek azonban  az Apollo-mintákban csak 3,95 milliárd évvel ezelőttől van nyoma. Ebből a nagyon korai időszakból csak néhány nagyméretű topográfiai medence ismert, azok telítettségig borítottak újabb kráterekkel. Nem feltétlenül szükséges katasztrófával magyarázni, hogy ebből a 3,95 milliárd évnél korábbi időszakból más nyom nem maradt fenn. Az igen intenzív “korai bombázás” ugyanis többször “átforgatta” és megolvasztotta/újra elpárologtatta a regolitot, ami során létrejött a holdi megaregolit (törmelék- és porréteg). Ezért nem találhatók a felszínen idősebb kőzetek (olvadékok), bár lehetnek a megaregolit mélyebb részeiben. Amint a szoláris köd poranyagát a keletkező bolygók felsöpörték, a bombázás intenzitása lassan csökkent. Egyes 3,95 milliárd évnél fiatalabb kőzetek már megmaradtak, és a felszínről sem forgatódtak bele mélyebb rétegekbe. 
Ha a becsapódások gyakorisága és a regolit-keletkezési intenzitás arányosan változik, a mai becsapódási gyakoriság milliószorosa 3 km regolitot termel 1 millió évente a Holdon (Hartmann 2000). Ezt az értéket feltételezi a modell a 4 milliárd évnél korábbi időszakra.

### A késői kataklizma
A késői kataklizma (spike) modell szerint a nagyszámú ősi becsapódás kora után a becsapódások száma gyorsan csökkent: a Hold környezete hamar “kitisztult”, és több százmillió éven keresztül már viszonylag alacsony volt a becsapódási gyakoriság.  
A Holdon 3,85–3,95 milliárd évvel ezelőtt ugrásszerűen megnőtt a nagy becsapódások száma. A korai becsapódások nyomai ezen kataklizma (“cataclysmic event” [Ryder], “terminal lunar cataclysm” [Tera 1974]) során tűntek el.

## Okai

### Korábbi elméletek
- Valamilyen nagyobb égitest darabokra szakadt a Belső-Naprendszerben és ennek a darabjai csapódtak be a Holdba. (Ez az elmélet mára meghaladottnak számít.) Hasonló esemény azonban bárhol és bármikor bekövetkezhet a Naprendszerben, melynek során néhány tízmillió éven keresztül egy térségben megnövekedhet a becsapódások száma.[7]

- A Naprendszerben keringő, a bolygóképződésből kimaradó törmelékek ekkor álltak össze elegendően nagy darabokká ahhoz, hogy medencéket is létrehozzanak. Később, ezek is elfogytak, így véget ért a késői nagy bombázás időszaka.
- A kéreg-lefröccsentés elmélete szerint a Hold anyagát kirobbantó becsapódás után a Föld körül létrejött anyaggyűrűből több nagyobb test is összeállt, amelyek később becsapódtak a Holdba, és ezek hozták létre a medencéket. Ez azonban nem magyarázza, hogy miért találunk hasonló korú ősi óriási medencéket más égitesteken is.

### Korszerű elméletek
- Egy új elgondolás értelmében a késői nagy bombázás időszakát a Jupiter váltotta ki, amely a környezetében elhaladó bolygócsírákkal gravitációs kölcsönhatásba lépve, összességében veszített a mozgási energiájából. Emiatt kismértékben befelé migrált az égitestek összeállásának végén (a Szaturnusz, az Uránusz és a Neptunusz viszont kifelé mozdult el). Utóbbi során rezonanciazónái egyes sávokat tisztára söpörtek a kisbolygóövben, ezek a Kirkwood-rések. Ennek eredményeként sok kisbolygó állt a többi égitestet keresztező pályára, amely jelentősen megnövelte a becsapódások gyakoriságát. Hasonlóra a későbbiekben nem került sor, ezért a késői nagy bombázás véget ért. Azóta fontosabb lett a kisebb égitestekre erősebben ható Jarkovszkij-effektus és egyéb perturbációk hatása, és azóta ezek állítanak kisbolygókat a többi égitestet keresztező pályákra. Emiatt a kezdeti időszakhoz képest nem csak a bombázás intenzitása, de a becsapódó égitestek jellemző mérete is csökkent.[8]
- Más elméletek szerint az Uránusz és a Neptunusz a többi bolygónál később alakult ki, és kialakulásukkor söpörték tisztára pályájukat.
- A Mars pályáján kívül, de a kisbolygóövön belül egyes feltételezések szerint kialakult egy, a Marsnál is kisebb bolygó, melynek pályája idővel instabillá vált, excentricitása megnőtt, és így a fő kisbolygóövből kisbolygókat térített el. Az ötödik bolygó idővel a Napba zuhanva végezte.